# Tinospora macrocarpa
Tinospora macrocarpa är en tvåhjärtbladig växtart som beskrevs av Friedrich Ludwig Diels. Tinospora macrocarpa ingår i släktet Tinospora och familjen Menispermaceae. Inga underarter finns listade i Catalogue of Life.